# Alessandro De Marchi
Alessandro De Marchi (San Daniele del Friuli, 19 maggio 1986) è un ciclista su strada e pistard italiano che corre per il Team Jayco AlUla.
Professionista dal 2011, ha caratteristiche di passista-scalatore: in carriera ha vinto tre tappe alla Vuelta a España, oltre al Premio della Combattività al Tour de France 2014 e ad aver indossato la maglia rosa per due giorni al Giro d'Italia 2021. È soprannominato Il Rosso di Buja.

## Carriera
Inizia a correre per il Team Bibanese e per il Cycling Team Friuli, per poi essere messo sotto contratto nel 2010 dall'Androni come stagista. Nel 2011 passa ufficialmente al team italiano, con cui vince la cronometro a squadre della Settimana Internazionale di Coppi e Bartali, e i titoli nazionali di inseguimento a squadre 2010, 2011 e 2012 e il titolo di inseguimento individuale nel 2010.
Nel 2013 si trasferisce alla Cannondale: nello stesso anno vince a Risoul l'ultima tappa del Giro del Delfinato, quando riesce, dopo un'azione da lontano, a staccare tutti gli altri compagni di fuga lungo la salita finale e arrivare solo al traguardo.
Nel 2014 al Tour de France vince per due volte consecutive il numero rosso della combattività (nella 13ª e 14ª tappa), aggiudicandosi poi il Premio della Combattività, assegnato al più combattivo del Tour. Un mese dopo alla Vuelta a España si aggiudica la settima tappa, arrivando in solitaria al traguardo di Alcaudete, dopo aver staccato i suoi tre compagni di fuga.
Nel 2015, in maglia BMC, è ancora protagonista alla Vuelta a España dove conquista sul Fuente del Chivo la quattordicesima frazione, precedendo i suoi compagni di avventura.
Torna al successo nel 2018 sempre alla Vuelta a España vincendo l'undicesima tappa, arrivando in solitaria sul traguardo di Luintra dopo aver nuovamente distanziato tutti i componenti della fuga di giornata. Nella stessa stagione vince anche la sua prima classica in carriera, imponendosi in solitaria al Giro dell'Emilia con un'azione dalla distanza terminata in vetta alle dure rampe del San Luca.
Passato alla Israel, nel 2021 al termine della quarta tappa del Giro d'Italia, la Piacenza-Sestola chiusa in seconda posizione dietro Joseph Dombrowski, veste la prima maglia rosa della carriera: la cede due giorni più tardi nell'arrivo in salita di San Giacomo. In seguito, a causa di una brutta caduta nel corso della dodicesima frazione, è costretto al ritiro. A tre anni di distanza dall'ultimo successo torna ad alzare le braccia alla Tre Valli Varesine del 5 ottobre, battendo Davide Formolo in uno sprint a due.
Nel 2024 in maglia Jayco vince a Stans la seconda tappa del Tour of the Alps, staccando nel finale i compagni di fuga.

## Palmarès

### Strada
- 2007 (Bibanese Permac Cardin)

Trofeo Marlene
3ª tappa Giro Ciclistico Pesca e Nettarina di Romagna Igp (Cesena > Cesena)
- 2008 (Team Bibanese)

Gran Premio Folignano
Trofeo Città di Conegliano
- 2009 (Cycling Team Friuli)

Gran Premio Città di Verona
Giro della Provincia di Biella
- 2013 (Cannondale Pro Cycling, una vittoria)

8ª tappa Giro del Delfinato (Sisteron > Risoul)
- 2014 (Cannondale, una vittoria)

7ª tappa Vuelta a España (Alhendín > Alcaudete)
- 2015 (BMC Racing Team, una vittoria)

14ª tappa Vuelta a España (Vitoria > Alto Campoo/Fuente del Chivo)
- 2018 (BMC Racing Team, due vittorie)

11ª tappa Vuelta a España (Mombuey > Ribeira Sacra/Luintra)
Giro dell'Emilia
- 2021 (Israel Start-Up Nation, una vittoria)

Tre Valli Varesine
- 2024 (Team Jayco AlUla, una vittoria)

2ª tappa Tour of the Alps (Salorno sulla Strada del Vino > Stans)

#### Altri successi
- 2011 (Androni Giocattoli-Serramenti PVC Diquigiovanni)

1ª tappa, 2ª semitappa Settimana Internazionale di Coppi e Bartali (Riccione > Riccione, cronosquadre)
- 2014 (Cannondale)

Classifica scalatori Giro del Delfinato
Premio della Combattività Tour de France
- 2015 (BMC Racing Team)

1ª tappa Vuelta a España (Puerto Banús > Marbella, cronosquadre)
- 2016 (BMC Racing Team)

1ª tappa Tirreno-Adriatico (Lido di Camaiore > Lido di Camaiore, cronosquadre)
- 2017 (BMC Racing Team)

1ª tappa Volta a la Comunitat Valenciana (Orihuela > Orihuela, cronosquadre)
2ª tappa Volta Ciclista a Catalunya (Banyoles > Banyoles, cronosquadre)
1ª tappa Vuelta a España (Nîmes > Nîmes, cronosquadre)
- 2018 (BMC Racing Team)

3ª tappa Volta a la Comunitat Valenciana (Poble Nou de Benitatxell > Calp, cronosquadre)
1ª tappa Giro di Svizzera (Frauenfeld > Frauenfeld, cronosquadre)
- 2021 (Israel Start Up-Nation)

1ª tappa, 2ª semitappa Settimana Internazionale di Coppi e Bartali (Gatteo > Gatteo, cronosquadre)
Classifica scalatori Tour of the Alps
Campionati europei, Staffetta mista
- 2023 (Team Jayco AlUla)

We Like Bike Criterium

### Pista
- 2007

Campionati italiani, Inseguimento a squadre (con Claudio Cucinotta, Giairo Ermeti, Matteo Montaguti)
Atene Open Balkan Championship, Inseguimento a squadre (con Gianpaolo Biolo, Gianni Da Ros e Martino Marcotto)
- 2010

Campionati italiani, Inseguimento individuale
Campionati italiani, Inseguimento a squadre (con Alex Buttazzoni, Angelo Ciccone e Marco Coledan)
- 2011

Campionati italiani, Inseguimento a squadre (con Omar Bertazzo, Giairo Ermeti e Filippo Fortin)
- 2012

Campionati italiani, Inseguimento a squadre (con Alex Buttazzoni, Angelo Ciccone ed Elia Viviani)

## Piazzamenti

### Grandi Giri
- Giro d'Italia

2011: 109º
2012: 98º
2016: 94º
2018: 65º
2021: ritirato (12ª tappa)
2022: 92º
2023: 38º
2024: 51º
- Tour de France

2013: 71º
2014: 52º
2017: 99º
2019: ritirato (9ª tappa)
2020: 100º
- Vuelta a España

2014: 67º
2015: 78º
2017: 70º
2018: 76º
2022: 102º
2024: 125º

### Classiche monumento
- Milano-Sanremo

2011: 129º
2013: 50º
2014: 62º
2015: 66º
2016: 61º
2019: 58º
2020: 31º
2021: 82º
2024: 117º
- Liegi-Bastogne-Liegi

2013: 25º
2014: 113º
2016: 126º
2017: 80º
2018: 39º
2019: 41º
2020: 31º
2022: 74º
2023: 28º
- Giro di Lombardia

2011: ritirato
2013: ritirato
2014: 15º
2015: 73º
2016: 9º
2017: 46º
2018: 33º
2020: 11º
2022: 53º
2023: 114º
2024: 119º

### Competizioni mondiali
- Campionati del mondo su strada

Ponferrada 2014 - Cronosquadre: 9º
Ponferrada 2014 - In linea Elite: 45º
Bergen 2017 - In linea Elite: 113º
Innsbruck 2018 - Cronometro Elite: 28º
Innsbruck 2018 - In linea Elite: 40º
Fiandre 2021 - In linea Elite: ritirato
- Giochi olimpici

Rio de Janeiro 2016 - In linea: 63º
- Campionati del mondo su pista

Pruszków 2009 - Inseguimento individuale Elite: 18º
Ballerup 2010 - Inseguimento a squadre Elite: 11º
- Campionati del mondo gravel

Veneto 2022 - Elite: 7º
Veneto 2023 - Elite: 9º

### Competizioni europee
- Campionati europei su strada

Trento 2021 - Staffetta mista: vincitore
- Campionati europei gravel

Oud-Heverlee 2023 - Elite: 30º